# Microsoft Office Mobile
Microsoft Office Mobile este o suită de programe de birou pentru platformele Windows Mobile (edițiile Professional, Classic, Standard), Windows Phone și Symbian. Prima versiune a fost lansat cu Windows CE 1.0 în 1996.
Microsoft a lansat OneNote Mobile pentru platforma iOS pe App Store pe data de 18 ianuarie 2011. Microsoft a lansat OneNote Mobile pentru platforma Android pe Google Market pe data de 7 februarie 2012.

## Programe

### Word Mobile
Word Mobile permite salvarea documentelor în formate multiple .rtf (Rich Text Format), .doc (Microsoft Word pentru desktop) și fișiere text.

### Excel Mobile
Excel Mobile a fost unul dintre programele incluse în Office Mobile la lansarea sa. Este un program de calcul tabelar care este compatibil cu Microsoft Excel poate crea, deschide, edita și salva în format xls.

### PowerPoint Mobile
PowerPoint Mobile a fost inclus cu lansarea sistemului de operare Windows Mobile 5.0. PowerPoint mobile oferă posibilitatea de vizualizare, dar nu permite editarea și salvarea prezentării. Însă prezentările se pot trimite prin e-mail sau conectate la un videoproiector.

### OneNote Mobile
OneNote Mobile este un program pentru notițe care se sincronizează cu Microsoft OneNote. Permite formatarea textului, inserarea fotografiilor și înregistrarările audio, crearea de liste și utilizarea de hyperlinkuri. Fotografiile se pot realiza cu camera foto. Aveți posibilitatea să vizualizați tabele, chiar dacă OneNote Mobile nu vă permite să creați tabele.

### Outlook Mobile
Outlook Mobile este un manager de informații personale și este compusă din aplicațiile: Messaging (Mesaje), Calendar, Contacts (Contacte) și Tasks (Sarcini).
Se poate autodescoperi/autoconfigura setările IMAP/POP3 prin specificarea adresei de e-mail. Clientul de e-mail suportă Windows Live, Google, Yahoo și alte servicii. Clientul de e-mail din Windows Phone 7 este capabil să caute în email-urile specificate, răspunde la invitații simple și ștergere.